# Skyggen i Sara
|  | Denne artikel er oprettet af botten PalnaBot ud fra en ekstern database. Den kan derfor have sproglige fejl eller mangler. Denne skabelon kan fjernes efter kontrol af indholdet. |

Skyggen i Sara er en animationsfilm instrueret af Karla Nielsen efter eget manuskript.

## Handling
Sara har en dårlig dag. Det er ikke noget nyt, for sådan er de fleste dage. Hun er blevet smidt udenfor i skolen. Igen. Og endnu engang hænger hun på at følge sin irriterende lillebror hjem. Hun føler sig misforstået af alle og helt alene i verden. Hun er træt af at skændes, ikke mindst med sin mor. Saras mor har fødselsdag i dag. En god anledning til at få vendt den onde cirkel. Men det viser sig at være lettere sagt end gjort.